# Karl Scheel

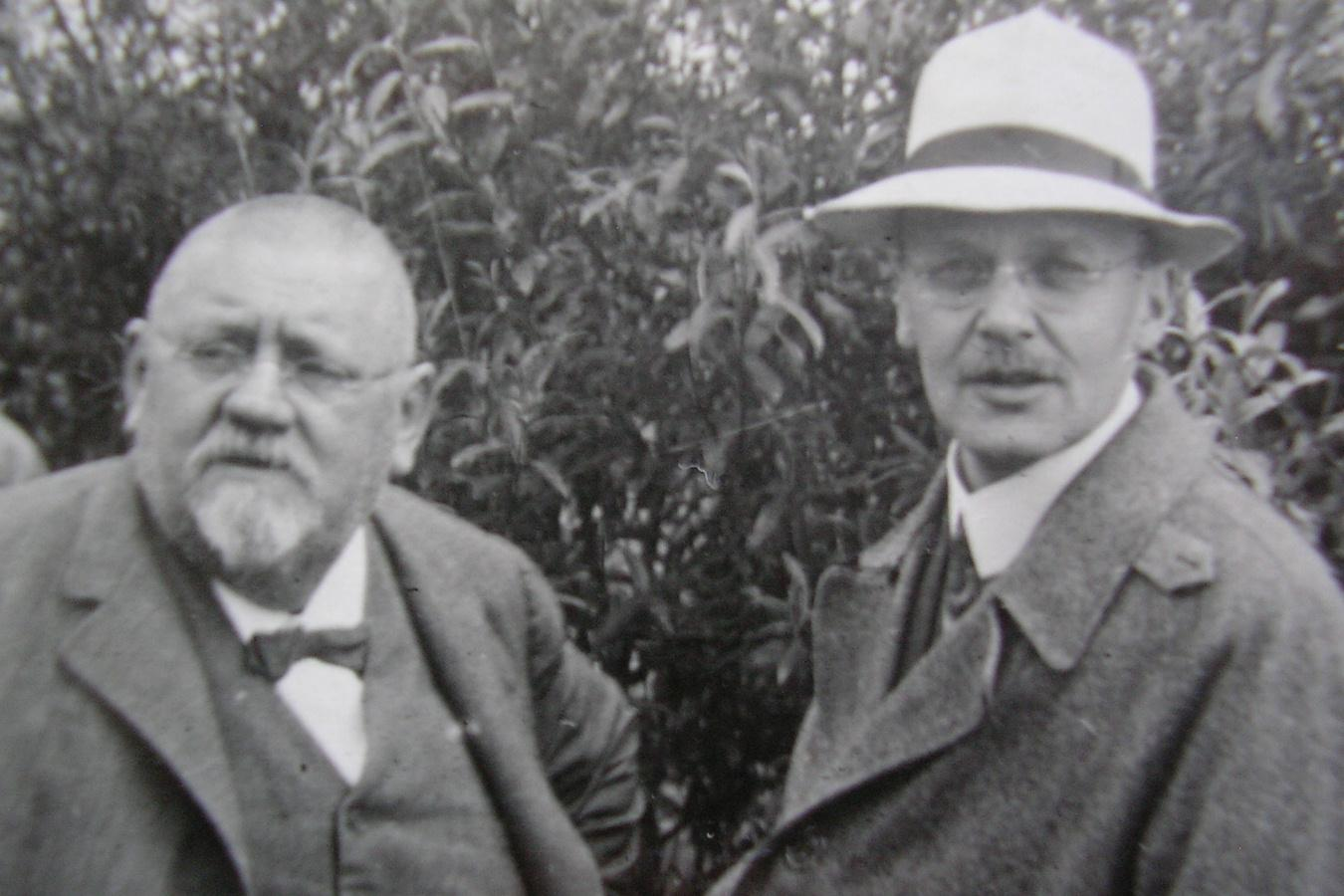
Karl Scheel und Hans Geiger (1928)

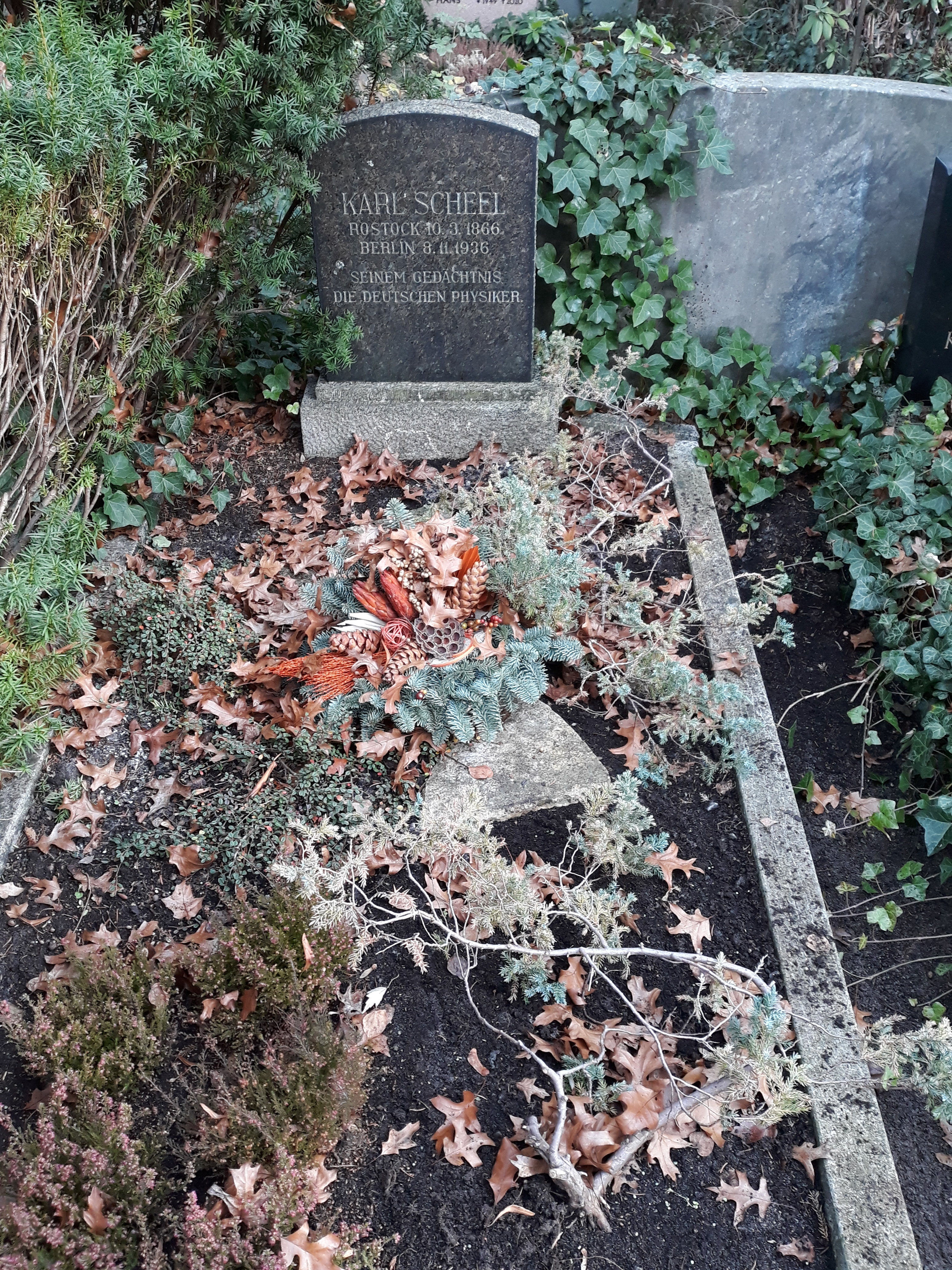
Das Grab von Karl Scheel auf dem evangelischen Luisenkirchhof II in Berlin-Charlottenburg.

Karl Franz Christian Scheel (* 10. März 1866 in Rostock; † 8. November 1936 in Berlin) war ein deutscher Physiker. Er bereitete die Einführung der thermodynamischen Temperaturskala vor.

## Leben
1885 legte er das Abitur an der Großen Stadtschule Rostock ab. Er studierte in Rostock und Berlin u. a. bei Hermann von Helmholtz, Hermann Knoblauch, August Kundt und Jean Pernet (1845–1902). Die Promotion 1890 ging über „Die Ausdehnung des Wassers mit der Temperatur mittels des thermometrischen Verfahrens“ im Privatlabor von Pernet.
Er wurde Mitglied der Physikalischen Gesellschaft zu Berlin und trat in die Physikalisch-Technische Reichsanstalt (PTR) als wissenschaftlicher Hilfsarbeiter ein. Ab 1900 wurde Scheel Geschäftsführer und Schriftführer der Deutschen Physikalischen Gesellschaft (DPG), ab 1919 Ehrenmitglied. 1913 wurde er Geh. Regierungsrat und Leiter der physikalisch-technischen Abteilung der PTR.
Ab 1926 gab er das (blaue) Handbuch der Physik (mit Hans Geiger), das Physikalische Handwörterbuch (mit Arnold Berliner) heraus und leitete das „Literarische Referat“ der PTR. 1919 übernahm er auch die Redaktion der weltweit bedeutenden „Zeitschrift für Physik“. Seinen Urlaub verbrachte Scheel oft in Ilmenau im Thüringer Wald, wo er seit 1886 fast 50 Mal zu Besuch war. Seit 1932 erinnert dort ein Denkmal auf der Hertzer-Promenade an ihn.
Die Leistungshöhe der Physik der 1920er Jahre in Deutschland zeigte sich in der Übersichtspublikation:

„Bei Julius Springer erschien … in den Jahren 1926–1928, herausgegeben von Hans Geiger und Karl Scheel, 'unter redaktioneller Mitwirkung von Richard Grammel, Stuttgart, Fritz Henning (1877–1958), Berlin, Heinrich Konen, Bonn, Hans Thirring, Wien, Ferdinand Trendelenburg, Berlin, Wilhelm Westphal, Berlin' das 'Handbuch der Physik' in über 20 Bänden. Im ersten Band schrieben Edmund Hoppe, Göttingen über Geschichte der Physik bis 1895 (Entdeckung der Röntgenstrahlung), Karl Scheel über Physikalische Literatur, Heinrich Emil Timerding, Braunschweig, über Forschung und Unterricht, Reinhard Mecke (1895–1969) und A. Lambertz, Bonn, über Vorlesungstechnik. Die Redaktion der Bände 20, 'Licht als Wellenbewegung' und 21, Licht und Materie' oblag Heinrich Konen/Bonn. Es schrieben u. a. Rudolf Frerichs/Berlin, z. Z. Ann Arbor über Linienspektren und Intensitätsregeln, Pascual Jordan/Hamburg über Energiestufen in Spektren, Alfred Landé/Tübingen über Zeemaneffekt, Rudolph Minkowski/Hamburg über den Starkeffekt, Leonhard Grebe/Bonn über Röntgenspektren, R. Mecke/Bonn über kontinuierliche Gasspektren, Peter Pringsheim/Berlin über Lumineszenz- und Ramanspektren.“

Auf seinem Begräbnis wurde er von Walter Grotrian als „getreuer Eckart der deutschen Physik“ gerühmt. Aus seinem Nachlass stiftete er den Karl-Scheel-Preis, der seit 1958 für herausragende Forschungsleistungen auf dem Gebiet der Physik an Wissenschaftler nach der Promotion, die der Physikalischen Gesellschaft zu Berlin angehören, vergeben wird, und den Karl-Scheel-Schülerpreis, der seit 1994 für die beste Leistung im Physik-Abitur an seinem ehemaligen Rostocker Gymnasium, dem Innerstädtischen Gymnasium Rostock, vergeben wird.